# Riesno
Die Riesno ist ein Meliorationsgraben und orographisch linker Zufluss des Göritzer Fließes auf der Gemarkung der Stadt Calau im Landkreis Oberspreewald-Lausitz in Brandenburg. Sie beginnt auf einer landwirtschaftlich genutzten Fläche, die südwestlicher Bebauung liegt. Von dort fließt der Graben vorzugsweise in östliche Richtung, durchquert den Riesnoer Teich und entwässert nach rund einem Kilometer südöstlich der Bebauung in das Göritzer Fließ.